# Sonnenfinsternis vom 9. April 2043
Die totale Sonnenfinsternis vom 9. April 2043 ist in ihrer Form etwas Besonderes, da es sich um die einzige dezentrale, aber nicht gleichzeitig nur partielle Sonnenfinsternis des 21. Jahrhunderts handelt. Rein dezentrale Sonnenfinsternisse können nur in Polargebieten vorkommen, daher befindet sich die Zone der Totalität auch sehr weit nördlich.

## Klassifikation
Die Sonnenfinsternis gehört zum 1262 Jahre andauernden Saroszyklus 149, der am 21. August 1664 mit einer kleinen partiellen Sonnenfinsternis über dem arktischen Meer und Sibirien begann (das Maximum der damaligen und dieser Finsternis sind nah beieinander) und seine letzte Finsternis am 28. September 2926 begehen wird. Alle Finsternisse dieses Zyklus ereignen sich nahe dem aufsteigenden Mondknoten. Die Sonnenfinsternis vom 9. April 2043 ist auch die einzige dezentrale, nicht rein partielle und gleichzeitig erste totale Sonnenfinsternis innerhalb Saros 149. Dies entspricht 2,3 % aller insgesamt 43 totalen und ringförmigen Finsternisse dieses Zyklus.
Sie ist der Nachfolger der partiellen Sonnenfinsternis vom 29. März 2025, die auch von Deutschland aus zu sehen ist. Bei der nächsten Sonnenfinsternis dieses Zyklus im Jahr 2061 zieht der Kernschatten nahezu über ganz Asien, in Mitteleuropa ist zu diesem Zeitpunkt die Sonne noch nicht aufgegangen, daher wird diese Sonnenfinsternis in Deutschland unsichtbar bleiben. 
Innerhalb Saros 149 gibt es keine auffällig ausgeprägten Sonnenfinsternisse, so ist die längste totale Sonnenfinsternis dieses Zyklus gerade einmal 5 Minuten und 6 Sekunden lang, wohingegen das theoretische Maximum hierfür derzeit bei rund 7,5 Minuten liegt.

### Dezentrale Sonnenfinsternis
Dezentrale Sonnenfinsternisse sind sehr selten; sie machen nur ca. 1,3 % aller totalen und ringförmigen Sonnenfinsternisse aus (partielle Sonnenfinsternisse können grundsätzlich als dezentral bezeichnet werden).
Eine Finsternis ist dezentral, wenn es keine gerade Linie zwischen der Sonne, dem Mond und einem beliebigen Punkt auf der Erdoberfläche gibt. Das ist bei einer partiellen Sonnenfinsternis nie der Fall, da hier der Kernschatten des Mondes die Erde nirgends trifft, bei einer totalen oder ringförmigen Finsternis ist dies hingegen in Ausnahmefällen möglich. Die Erde liegt hier dann im Kernschattenbereich des Mondes, die Zentrallinie verfehlt aber die Erdoberfläche knapp. 
Die Totalität ist in ihrer Form nicht von der Erde aus zu betrachten, da die Sonne direkt über dem Horizont steht, dadurch ist sie auch für Finsternistouristen von geringerem Interesse.
Genauso wenig kann eine Dauer oder eine Pfadbreite dieser totalen Phase angegeben werden, da es sich hierbei um Parameter handelt, die von der Lage auf der Erdoberfläche abhängen.

## Verlauf
Die Sonnenfinsternis beginnt als partielle Sonnenfinsternis in den frühen Morgenstunden Ortszeit über dem Pazifik und zieht über den gesamten Nordpazifik. In ihrer partiellen Phase kann die Sonnenfinsternis auch an der amerikanischen Westküste, in Kanada und Alaska, aber auch auf Hawaii gesehen werden.
Knapp zwei Stunden nachdem der Halbschatten des Mondes die Erde berührt hat, beginnt um 18:45 die (theoretische) totale Phase der Sonnenfinsternis. Die Erde befindet sich insgesamt 20 Minuten und 45 Sekunden innerhalb des Kernschattens des Mondes, das Maximum wird um 18:56 Uhr und 11 Sekunden erreicht.
Im Anschluss zieht der Mondschatten rasch gegen Norden und überquert den Nordpol und überquert am Schluss noch Grönland, wo die partiell bedeckte Sonne bei Sonnenuntergang zu sehen ist.
Die gesamte Finsternis vom 1. bis zum 4. Kontakt dauert nur gut vier Stunden, was für eine totale Sonnenfinsternis unterdurchschnittlich kurz ist. (Zum Vergleich: Die längste totale Sonnenfinsternis des 21. Jahrhunderts vom 22. Juli 2009 ist, in ihrer partiellen Phase global betrachtet, deutlich über fünf Stunden lang wahrnehmbar.).

## Sichtbarkeit im deutschen Raum
Die Finsternis ist in ganz Zentraleuropa nicht zu beobachten.